# Stuttgarter Zwei-Kaiser-Treffen

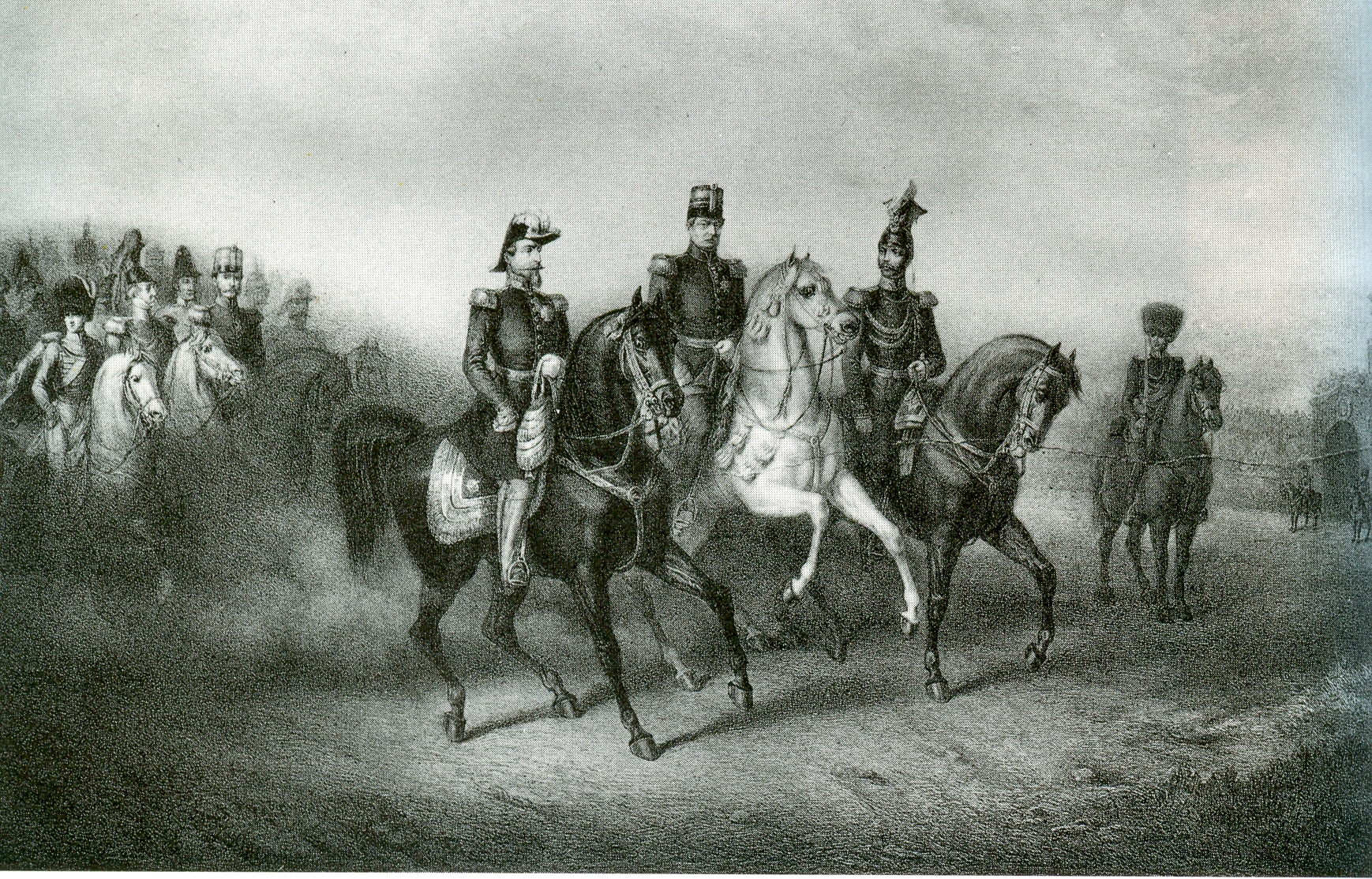
Kaiser Napoleon III., König Wilhelm I. und Zar Alexander II. beim Zwei-Kaiser-Treffen in Stuttgart 1857

Das Zwei-Kaiser-Treffen in Stuttgart fand vom 24. September bis zum 29. September 1857 statt. Wilhelm I. von Württemberg war nach dem Krimkrieg, der 1856 zu Ende gegangen war, Gastgeber der beiden gegnerischen Monarchen Kaiser Napoleon III. und Zar Alexander für ein französisch-russisches Gipfeltreffen in der Haupt- und Residenzstadt des Königreichs Württemberg.

## Gesellschaftliches Großereignis
Am 24. September traf der Zar mit seiner Frau Marie und großem Gefolge per Bahn in Feuerbach ein und fuhr von dort zur Villa Berg, wo er bei seiner Schwester Olga und seinem Schwager Karl logierte. Am 25. September kam Napoleon III. mit dem Sonderzug aus Paris und bezog sein Quartier in eigens für ihn hergerichteten Räumlichkeiten des Stuttgarter Residenzschlosses. Auch die niederländische Königin Sophie, die griechische Königin Amalie und die russische Großfürstin Helene weilten während dieser Zeit in Stuttgart. Das für die württembergische Hauptstadt herausragende gesellschaftliche Ereignis war begleitet von internationaler Aufmerksamkeit der Presse, rauschenden Festen, Galadiners, Opernaufführungen und dem spektakulären Erscheinen der drei Monarchen auf dem Cannstatter Volksfest am 28. September, einen Tag nach den Feierlichkeiten zum 76. Geburtstag des württembergischen Königs.

## Politik
Der vordergründige Reigen von glänzenden Festlichkeiten bot den Rahmen für die Verhandlungen zwischen Russland und Frankreich, die von den beiden Außenministern, Fürst Gortschakow und Graf Walewski, geführt wurden. Die deutsche Öffentlichkeit bewertete das Stuttgarter Zwei-Kaiser-Treffen mit Skepsis, da man die Gefahr einer Umklammerung des Deutschen Bundes durch das Russische Reich und das expansive Französische Kaiserreich befürchtete. Durch das Treffen gelang es Russland, sich aus der politischen Isolierung, durch die es infolge des Krimkriegs geraten war, zu lösen. Frankreich erreichte von Russland die Zusage der Neutralität im Falle eines Konflikts mit Österreich in Italien. Dieser Fall trat bereits zwei Jahre später mit dem Sardischen Krieg ein, der mit einer österreichischen Niederlage endete.